# Извору Мунтелуј (Њамц)
Извору Мунтелуј (рум. Izvoru Muntelui) насеље је у Румунији у округу Њамц у општини Биказ. Oпштина се налази на надморској висини од 513 m.

## Становништво
Према подацима из 2002. године у насељу је живело 458 становника, од којих су сви румунске националности.